# Bec de serra petit
El bec de serra petit o capblanc (Mergellus albellus) és un ànec petit. És l'única espècie del seu gènere Mergellus; de vegades inclòs en el gènere Mergus.

## Distribució i ecologia

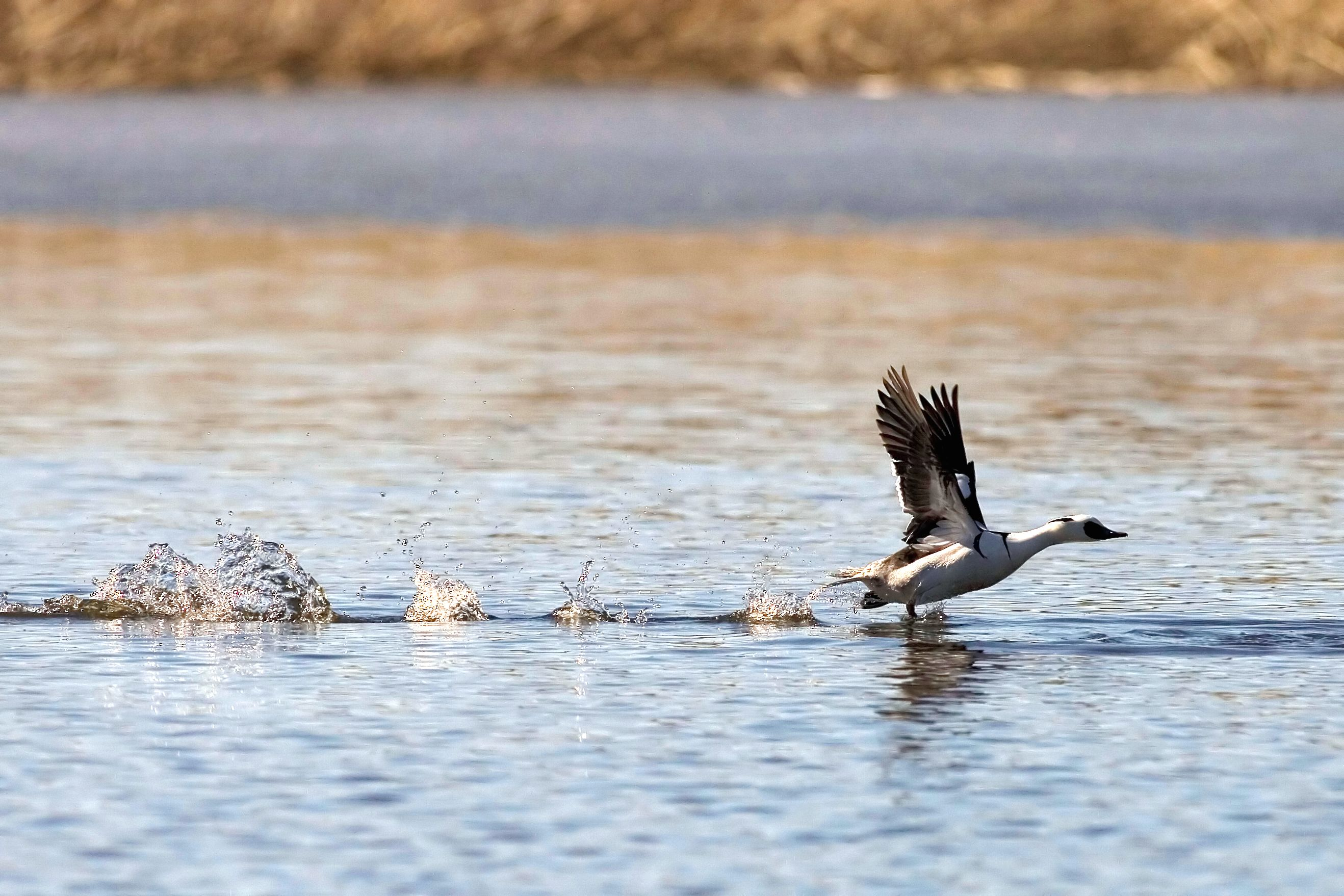
Un bec de serra enlairant-se

Aquesta espècie cria al nord de la taigà a Europa i Àsia. Necessita arbres per criar. Viu en llacs amb molts peixos i en rius de curs lent. És migrador i es refugia a les costes protegides o llacs del Bàltic, la Mar Negra, nord d'Alemanya i els Països Baixos arribant en petit nombre a Gran Bretanya.
Fa el seu niu en arbres on ponen de 6 a 9 ous.